# Воронезька духовна семінарія РПЦ МП

Воронезька Духовна Семінарія РПЦ МП - вищий професійний духовний навчальний заклад Воронезької єпархії Російської Православної Церкви, що здійснює підготовку священнослужителів і церковнослужителів.

## Історія
У липні 1993 року постановою Священного Синоду Російської Православної Церкви було відкрито Воронезького єпархіальне духовне училище при храмі Успіння Пресвятої Богородиці (лівий берег міста). У серпні 1994 відкрито і регентське відділення при училищі для підготовки керівників церковних хорів. Стара будівля збереглося.
Постановою Священного Синоду 17 липня 1997 училище перетворено у Воронезьку духовну семінарію.
4 березня 2000 семінарія перейменована у Воронезьку православну духовну семінарію і отримала статус вищого професійного навчального закладу.

## Ректори
- Попов Василь Іванович (17 липня 1997 - 30 липня 2003)
- Сергий Моздор (30 липня 2003 - 21 серпня 2007) в. о.
- Інокентій (Нікіфоров) (з 6 жовтня 2008) в. о. з 28 серпня 2007